# Rijnlands observatorium

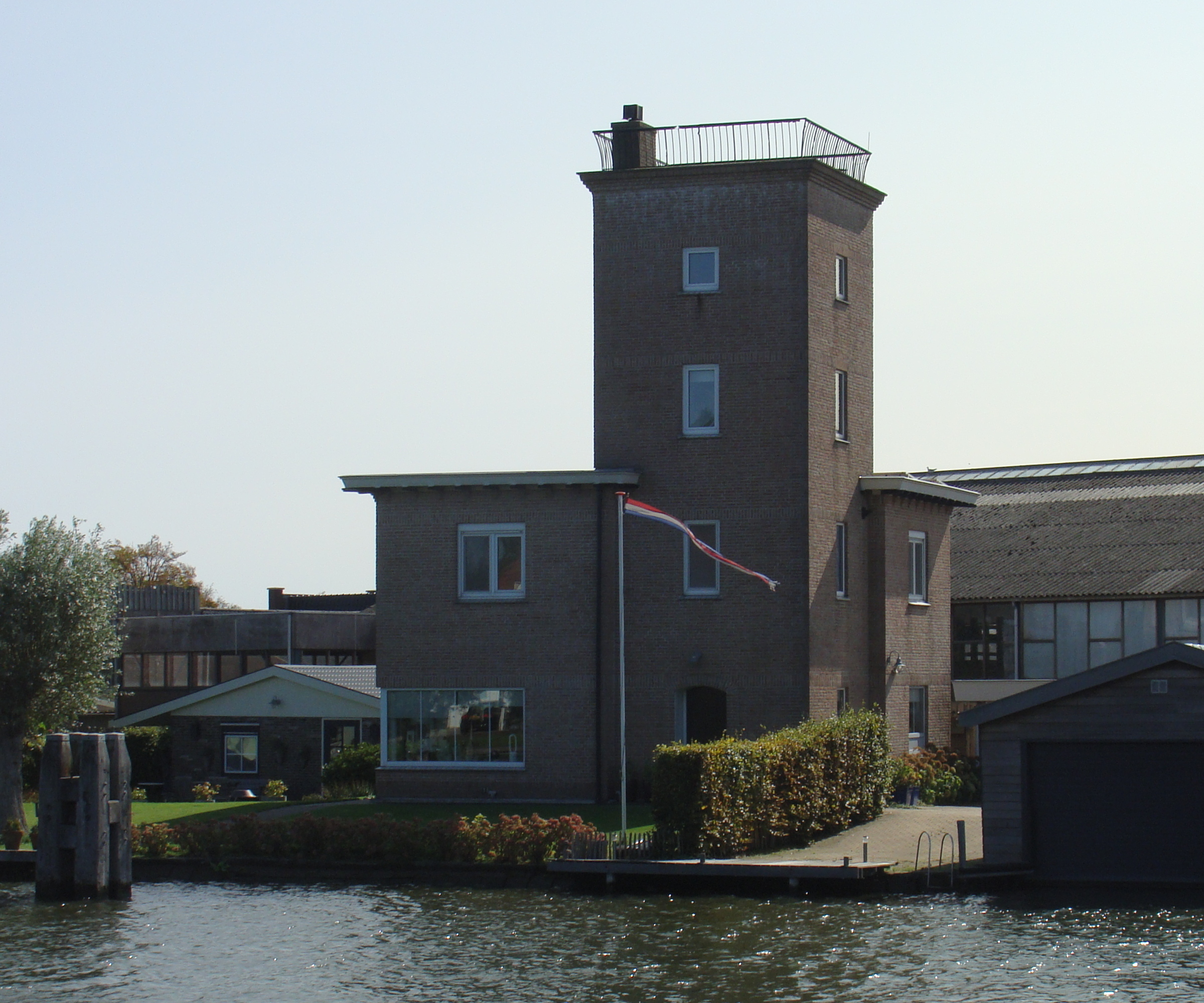
Het voormalige observatorium gezien vanaf de overzijde van de Ringvaart van de Haarlemmermeerpolder

Rijnlands observatorium was een meteorologisch waarnemingsstation van het Hoogheemraadschap van Rijnland in Oude Wetering (Zuid-Holland).
Het observatorium werd gebouwd in 1871, aan de ringvaart van de Haarlemmermeerpolder, vlak bij de plaats waar deze samenkomt met de Oude Wetering. Behalve de waterstand in de boezem werden er ook verschillende weerkundige metingen gedaan, waaronder de regenval, temperatuur en luchtdruk. Voor de inrichting en instrumenten werd onder meer advies ingewonnen bij de bekende hoogleraar C. Buys Ballot. In 1876 werden zogenaamde lysimeters geplaatst, die de verdamping door vegetatie bepalen. Deze metingen werden echter in 1901 gestaakt toen bleek dat zij met name in droge zomers volstrekt onnauwkeurig waren.
Zo gauw dit realistischerwijze mogelijk was, kreeg het observatorium een telefoonverbinding met het gemeenlandshuis in Leiden.
In 1940 werden gelden vrijgemaakt voor herstellingen aan het observatorium en er werden nieuwe lysimeters geplaatst, die in 1941 gereedkwamen.
Van 1946 tot in de jaren 80 was het observatorium een officieel weerstation van het KNMI. In 1991 werden de metingen gestaakt, en het gebouw is nu niet meer in gebruik bij het hoogheemraadschap. Het uiterlijk is halverwege de twintigste eeuw ingrijpend gemoderniseerd.